# Bernardino Butinone

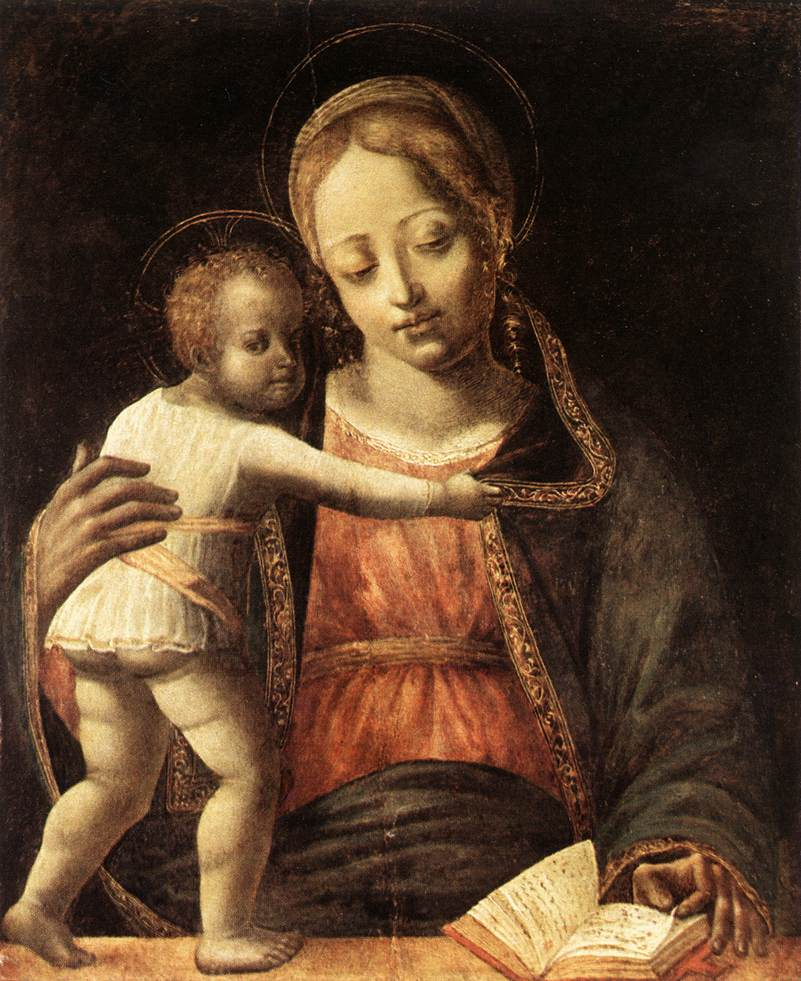
Virgen con el Niño, Pinacoteca di Brera.

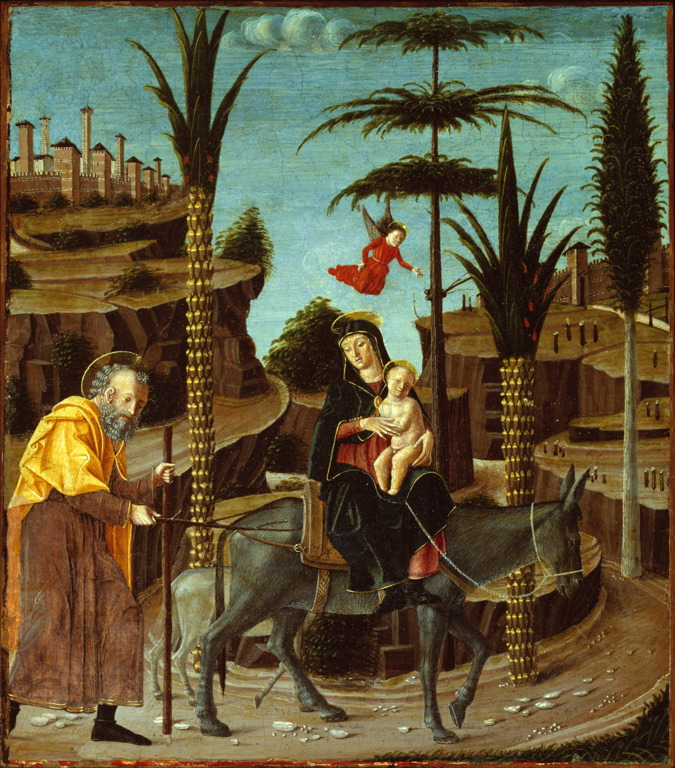
Huida a Egipto.

Bernardino Jacopi Butinone, también conocido como Bernardo de Treviglio (Treviglio, c. 1450 - Treviglio, antes del 6 de noviembre de 1510), fue un pintor renacentista italiano.

## Biografía
Hijo de un modesto pintor de Treviglio, Jacopo Butinone. Su aprendizaje debió de realizarlo en los talleres de maestros como Vincenzo Foppa o Vincenzo Civerchio, junto al que trabajó en Milán. Sin embargo, su estilo está muy cercano al de los grandes maestros norteitalianos de su tiempo, Andrea Mantegna, Cosimo Tura y Francesco del Cossa, de los que imitó su refinado estilo, lleno de realismo.
En 1484 está documentada su presencia en Milán, donde pintó un Tríptico ahora en la Pinacoteca de Brera. Posteriormente estableció una sociedad con el pintor Bernardino Zenale, junto al que emprendió diversos proyectos de decoración al fresco, como la cúpula de San Pietro in Gessate (1491-1493) o Santa Maria delle Grazie en Milán.

## Obras destacadas
- Crucifixión (c. 1480, Galleria Nazionale d'Arte Antica, Roma)
- Adoración de los Pastores (1480-85, National Gallery, Londres), atribución dudosa.
- Virgen con el Niño y ángeles (Colección Gallarati-Scotti, Milán)
- Virgen con el Niño con San Leonardo y San Bernardino de Siena (1484, Pinacoteca di Brera, Milán)
- Políptico de San Martino (1485, Treviglio)
- Huida a Egipto (1485, Art Institute, Chicago)
- Virgen con el Niño (1490, Pinacoteca di Brera, Milán)
- Cristo y la Magdalena en Bethania (1490, Blanton Museum of Art, Austin)
- Matanza de los Inocentes (Detroit Institute of Arts)
- La Natividad (1493, Museo Nacional Thyssen-Bornemisza, en préstamo en el Museo Nacional de Arte de Cataluña)[1]